# 미네기시 미나미
미네기시 미나미(峯岸 みなみ, 1992년 11월 15일 ~ )는 일본의 아이돌이며, 여성 아이돌 그룹 전 AKB48 팀K의 최연장자이다.
도쿄도 출신. 프로덕션 오기(업무 제휴 : Mama & Son) 소속.

## 내력
2002년
- 3월, 초등학생 때 《헬로! 프로젝트 키즈 오디션》에 응모했지만 낙선[1].

2005년
- 10월 30일, 《AKB48 오프닝 멤버 오디션》에 합격(응모 총수 7,924명, 최종 합격자 24명). 우연히 오디션 잡지에 실린 〈아키하바라 48 프로젝트〉 모집 고지에 게재되고 있던 아키모토 야스시의 사진을 본 부모님이 〈굉장한 사람이야〉라고 한 것이 응모의 계기.
- 12월 8일, 오프닝 멤버 후보생중 20명으로서 AKB48 극장 그랜드 오픈의 무대에 섰다.

2007년
- 7월 3일, 같은 구 팀A 멤버의 코지마 하루나·다카하시 미나미와 함께 프로덕션 오기에 이적한다.

2008년
- 8월, 《캣 스트리트》로 텔레비전 드라마 첫 고정 출연.
- 9월, 코지마 하루나·타카하시 미나미와 함께 노스리브스로서 데뷔하는 것이 발표되었다.
- 10월, 드라마 《멘☆돌 ~잘나가는 아이돌~》로 노스리브스 첫 주연.

2009년
- 6월부터 7월에 걸쳐 실시된 《AKB48 13th 싱글 선발 총선거 〈신께 맹세코 진심입니다〉》에서는 16위로, 싱글 선발이 되었다.
- 8월 23일, 《요미우리 신문 창간 135주년 기념 콘서트 AKB104 선발 멤버 내각 조성축제》의 밤 공연에서, 10월부터 팀K로 이동하는 것이 발표되어 2010년 3월 12일에 팀K로 이동했다.

2010년
- 3월 12일, 《팀K 6th Stage 〈RESET〉》공연 첫날부터 팀K의 멤버로서 활동 개시(5월 27일의 《팀A 5th Stage 〈연애 금지 조례〉》 공연 흥행 최종일까지 구 팀A와 겸임).
- 5월부터 6월에 걸쳐 실시된 《AKB48 17th 싱글 선발 총선거 〈어머니께 맹세코, 진심입니다〉》에서는 14위로, 싱글 선발이 되었다.

2011년
- 5월부터 6월에 걸쳐 실시된 《AKB48 22nd 싱글 선발 총선거 〈올해도 진심입니다〉》에서는 15위로, 싱글 선발이 되었다.
- 9월 20일에 개최된 《AKB48 24th 싱글 선발 가위바위보 대회》에서는 3위로, 선발이 되었다.

2012년
- 5월부터 6월에 걸쳐 실시된 《AKB48 27th 싱글 선발 총선거》에서는 14위로, 선발이 되었다.

2013년
- 1월 31일, 일본 주간지 주간문춘이 발매한 기사에서 그룹 GENERATIONS의 멤버 시라하마 아란의 집에서 나오는 모습을 포착해 보도했다. 이에 2월 1일자로 연구생으로 강등되었으며, 삭발한 모습으로 팬들에게 사과하는 모습의 동영상을 공개했다.
- 5월부터 6월에 걸쳐 실시된 《AKB48 32nd 싱글 선발 총선거》에서는 18위로, 언더 걸즈에 선출되었다[2].
- 도쿄 스포츠에서 2013년 6월 15일호(6월 14일 발매분)부터 매주 금요일에 《AKB48 미네기시 미나미의 연구생 말똥말똥 리포트》의 칼럼 연재를 개시[3].
- 8월 24일, 《한여름의 돔 투어~아직 하지 않으면 안되는 일이 있다~》의 도쿄 돔 공연 3일째에서 정규 멤버로 승격하는 것과 동시에 재발족한 팀4의 캡틴이 되는 것이 발표되었다[4].

2014년
- 5월부터 6월에 걸쳐 실시된 《AKB48 37th 싱글 선발 총선거》에서는 22위로, 언더 걸즈에 선출되었다[5].

2015년
- 3월 26일, 사이타마 슈퍼 아레나에서 개최된 《AKB48 봄의 단독 콘서트 ~차기 총감독 아직 수행중~》에서, 팀K로 이동하는 것과 동팀의 캡틴을 맡는 것이 발표되었다.
- 5월부터 6월에 걸쳐 실시된 《AKB48 41st 싱글 선발 총선거》에서는 19위로, 언더 걸즈에 선출되었다[6].

2016년
- 5월부터 6월에 걸쳐 실시된 《AKB48 45th 싱글 선발 총선거》에서는 17위로, 언더 걸즈에 선출되었다[7].

2017년
- 9월 5일, SHOWROOM을 통해서 프로덕션 오기의 계열사인 'Mama & Son "파트너쉽 (업무 제휴)의 형태로 소속되어 있는 것으로 발표했다.

2019년
- 12월 8일, AKB48 극장에서 행해진 《AKB48 극장 14주년 기념 특별 공연》에서 AKB48를 졸업하는 것을 발표했다.

2020년
- 4월 2일에 요코하마 아레나에서 졸업 콘서트를 개최하였으나, 코로나19 범유행으로 정기되었다.

2021년
- 5월 22일, 졸업 콘서트 《~벚꽃 없는 봄은 없다~》가 피아 아레나 MM에서 개최되었다[8].
- 5월 28일, AKB48 극장에서 졸업 공연을 행하였다[9]. 이 날로 극장 오픈 이래의 15년 5개월, 5651일의 재적이 되었다[9]. 다음 29일부로 AKB48로서의 활동이 종료된다[10].

## 인물
- 〈여자 아이다운 귀여운 이름〉이라고 하는 이유로 〈미나미〉라는 이름이 붙여졌다[11].
- 애칭 및 블로그에서 사용하는 1인칭은 〈みぃちゃん〉(미이쨩)이다. 다카하시 미나미는 〈峯ちゃん〉(미네쨩)이라고 부른며 가족들은 〈みなみ〉(미나미)라고 부른다.
- 새우와 타피오카를 좋아하며, 좋아하는 음식점은〈교자노오쇼>으로 혼자서도 먹으러 다니며 토마토, 낫토를 좋아하지 않는다.
- 특기는 고속으로 혀를 움직이는 〈고속 혓바닥〉이고, 만화 《명탐정 코난》의 단행본 표지를 보고 내용을 알 수 있는 것이다.
- 댄스를 초등학교 1학년 무렵부터 배웠고 몸이 유연한 편이다..
- 가족 구성은 부모님, 언니(2살 위), 남동생(2살 아래)의 5인 가족으로, 3층 침대를 사용해서 형제간들이 같이 잤다. 〈가족에게 큰 집을 사 준다〉라고 하는 꿈이 있으며, 부모님은 찻집을 운영하고 있다.
- 애완동물로서 〈죠셉〉, 〈시저〉의 개 2마리를 기르고 있다.
- 아이돌을 좋아하고, 특히 헬로! 프로젝트를 좋아하고 있다.
- 취미는 모자 모으기로, 50개 가까운 컬렉션이 있다.
- 보육원에 다닐 적에는 보모가 되는 것이 꿈이었다.
- 얼굴 생김새가 비슷하다(포동포동한 뺨과 늘어진 기색의 눈, 눈에 띄는 앞니)는 이유로 자주 〈가챠핀〉이라고 불린다. 《AKBINGO!》에 게스트 출연한 첫 대면의 야마구치 타츠야(TOKIO)로부터 〈가챠핀은 말하는구나라고 생각했다〉라는 말을 들어서, 당시 〈첫 대면인 분께까지 들으니 몹시 리얼…〉이라며 쇼크를 숨기지 못하는 모습을 보이기도 했다. 또한 가챠핀의 이미지를 본인의 블로그에서 사용하는 일이 있다.
- 좋아하는 아티스트는 YUI, 코부쿠로, 이키모노가카리, back number, RADWIMPS.
- 소녀 만화를 좋아하고, 《오늘, 사랑을 시작합니다》, 《아이들의 장난감》, 《Deep Clear》, 《어제 뭐 먹었어?》, 《너에게 닿기를》 등을 애독.
- 라디오 프로그램을 상당히 좋아한다.
- 요리에 서투르다.
- 〈극히 보통 고교 생활을 보내고 싶다〉라고 하는 희망으로, 이른바 〈예능 학교〉가 아닌 보통 고교에 다녀, 2011년 3월 졸업.
- AKB48 멤버 이외에서는, 드라마 《사랑해 악마~뱀파이어☆보이~》에서 공동 출연한 니시무라 유나, 사쿠라바 나나미, 오카모토 레이, 타카다 리호 외, SCANDAL의 RINA, Perfume 등과 사이가 좋다.
- 안경 쓴 남자를 좋아한다.
- 2022년 8월 12일에 유튜버인 동해 온에어의 테츠야와 결혼을 했다.

### AKB48 관련
- 캐치프레이즈는 〈연중무휴의 반항기! ○세인 미이쨩 미네기시 미나미입니다〉이지만, “18세나 되어 《반항기》는 어떤가?”라고 생각해 2011년 5월 기준으로, 어른의 면과 아이인 면의 양쪽 모두를 갖는다고 하는 이면성을 매도로 하기 위해, 그것을 나타내는 〈대의어를 사용한 캐치프레이즈를 생각 중〉.
- 버라이어티 프로그램에 있어서의 활동 모습에 정평이 있어, 스스로 〈자타 모두 인정하는 AKB의 버라이어티 담당〉이라고 발언하고 있다.
- 초기의 중심 멤버인 오오시마 마이의 캐치프레이즈 〈바보라고 얕보지마! 하면 할 수 있는 아이, 마이마이 오오시마 마이입니다〉의 고안자이기도 하다.
- 멤버 중에서는 꽤 두뇌가 명석해 어휘도 풍부하기 때문에, 버라이어티 프로그램등에서 자주 결산을 맡길 수 있다.
- 이타노 토모미와 같은 댄스 스쿨에 다니고 있었다.
- 2009년 11월 27일에 LaQua에서 개최된 노스리브스의 이벤트(《AKBINGO!》의 기획)으로 AKB48 멤버 첫 백 턴에 도전해, 이전 체조 선수 이케다니 유키오의 보조가 있었지만 성공을 거두었다.
- 2010년 8월 3일, 요코하마 BLITZ에서 개최된 CD 발매 기념 이벤트에서, 입원하고 있던 타카하시 미나미를 대신해 만담을 피로했다.
- Google+에 있어서의, AKB48 그룹의 부활동에서는 자동차부에 소속해 있으며, 부장을 맡고 있다.
- 미네기시가 남자라면 여자친구로 하고 싶은 멤버 베스트 3은, 1위 코지마 하루나·2위 오오시마 유코·3위 카사이 토모미.

## AKB48에서의 참가곡

### 싱글 CD 곡
- 桜の花びらたち / 벚꽃의 꽃잎들
- スカート、ひらり / 스커트, 휘이익

### 싱글 CD 선발곡
- 会いたかった / 만나고 싶었어
- 制服が邪魔をする / 교복이 방해를 해
- 軽蔑していた愛情 / 경멸하고 있던 애정
- BINGO!
- 僕の太陽 / 나의 태양
- 夕陽を見ているか? / 석양을 보고 있니?
- ロマンス、イラネ / 로맨스, 필요 없어
- 桜の花びらたち2008 / 벚꽃의 꽃잎들 2008
- Baby! Baby! Baby!
- 大声ダイヤモンド / 큰 목소리 다이아몬드
- 10年桜 / 10년 벚꽃
- 涙サプライズ! / 눈물 서프라이즈!
- 言い訳Maybe / 변명 Maybe
- RIVER
- 〈桜の栞 벚꽃 책갈피〉에 수록
  - Choose me! - 팀YJ 명의
- ポニーテールとシュシュ / 포니테일과 슈슈
  - マジジョテッペンブルース / 마지여고 정상 블루스
- ヘビーローテーション / 헤비 로테이션
  - ラッキーセブン / 럭키 세븐
  - 野菜シスターズ / 야채 시스터즈 - 야채 시스터즈 명의
- Beginner
- 〈チャンスの順番 찬스의 차례〉에 수록
  - 予約したクリスマス / 예약해둔 크리스마스
  - ALIVE - 팀K 명의
- 桜の木になろう / 벚나무가 되리
- 誰かのために -What can I do for someone?- / 누군가를 위해서-What can I do for someone?-
- Everyday、カチューシャ / Everyday, 카츄샤
- フライングゲット / 플라잉 겟
  - 青春と気づかないまま / 청춘이란 걸 깨닫지 못한 채
  - 野菜占い / 야채 점 - 야채 시스터즈 2011 명의
- 風は吹いている / 바람은 불고 있어
- 上からマリコ / 위에서부터 마리코
  - ノエルの夜 / 노엘의 밤
  - ゼロサム太陽 / 제로섬 태양 - 팀K 명의
- GIVE ME FIVE! (신시사이저 담당)
  - 羊飼いの旅 / 목동의 여행 - 스페셜 걸즈B 명의
- 真夏のSounds good ! / 한여름의 Sounds good !
- ギンガムチェック / 깅엄 체크
  - 夢の河 / 꿈의 강
- UZA
  - 正義の味方じゃないヒーロー / 정의의 아군이 아닌 영웅 - 팀B 명의
- 〈永遠プレッシャー 영원 프레셔〉에 수록
  - とっておきクリスマス / 소중한 크리스마스
  - 永遠より続くように / 영원보다 계속되도록 - OKL48 명의
- So long !
  - そこで犬のうんち踏んじゃうかね? / 거기서 개의 똥 밟아버릴까? - 우메다 팀B 명의
- 〈さよならクロール 안녕 크롤〉에 수록
  - ハステとワステ / 하스테와 와스테 - BKA48 명의
  - LOVE修行 / LOVE 수행 - 연구생 명의
- 〈恋するフォーチュンクッキー 사랑하는 포춘 쿠키〉에 수록
  - 愛の意味を考えてみた / 사랑의 의미를 생각해 보았다 - 언더 걸즈 명의
  - 最後のドア / 마지막 문
  - 涙のせいじゃない / 눈물 탓이 아니야
- ハート・エレキ / 하트 일렉트릭 기타
  - 清純フィロソフィー / 청순 필로소피 - 팀4 명의
- 〈鈴懸の木の道で「君の微笑みを夢に見る」と言ってしまったら僕たちの関係はどう変わってしまうのか、僕なりに何日か考えた上でのやや気恥ずかしい結論のようなもの 플라타너스 나무가 서 있는 길에서 「네 미소가 꿈에 나왔어」라고 말해버린다면 우리들의 관계는 어떻게 변하는 걸까, 나 나름대로 며칠이고 생각해본 후의 조금 부끄러운 결론처럼〉에 수록
  - Mosh & Dive
  - Party is over
- 前しか向かねえ / 앞 밖에 보지 않아
- ラブラドール・レトリバー / 래브라도 리트리버
  - ハートの脱出ゲーム / 하트 탈출 게임 - 팀4 명의
  - 今日までのメロディー / 오늘까지의 멜로디
- 〈心のプラカード 마음의 플래카드〉에 수록
  - 誰かが投げたボール / 누군가가 던진 볼 - 언더 걸즈 명의
- 望的リフレイン / 희망적 리프레인
  - 目を開けたままのファーストキス / 눈을 뜬 채로 한 퍼스트 키스 - 팀4 명의
- 〈Green Flash〉에 수록
  - 春の光 近づいた夏 / 봄의 빛 다가온 여름
- 僕たちは戦わない / 우리는 싸우지 않아
  - Summer side - 셀렉션 16 명의
- 〈ハロウィン・ナイト 할로윈 나이트〉에 수록
  - さよならサーフボード / 안녕 서프보드 - 언더 걸즈 명의
- 唇にBe My Baby / 입술에 Be My Baby
  - お姉さんの独り言 / 언니의 혼잣말 - 팀K 명의
  - 背中言葉 / 등 너머로 하는 말
- 君はメロディー / 너는 멜로디
- 翼はいらない / 날개는 필요 없어
  - 哀愁のトランペッター / 애수의 트럼펫터 - 팀K 명의
- 〈LOVE TRIP/しあわせを分けなさい LOVE TRIP/행복을 나눠라〉에 수록
  - 伝説の魚 / 전설의 물고기 - 언더 걸즈 명의
- 〈ハイテンション 하이 텐션〉에 수록
  - また あなたのことを考えてた / 또 당신을 생각했다 - 팀 보컬 명의

### 극장 공연 유닛곡
팀A 1st Stage 〈PARTY가 시작돼요〉 공연
1. キスはだめよ / 키스는 안 돼요 (2nd UNIT)

팀A 2nd Stage 〈만나고 싶었어〉 공연
1. 渚のCHERRY / 물가의 CHERRY
2. リオの革命 / 리오의 혁명

팀A 3rd Stage 〈누군가를 위해서〉 공연
1. 投げキッスで撃ち落せ! / 키스를 날려 쓰러뜨리자!
2. 制服が邪魔をする / 교복이 방해를 해

팀A 4th Stage 〈지금 연애 중〉 공연
1. 純愛のクレッシェンド / 순애의 크레셴도

해바라기조 1st Stage 〈나의 태양〉 공연
1. アイドルなんて呼ばないで / 아이돌이라 부르지 마

해바라기조 2nd Stage 〈꿈을 죽게 할 수는 없어〉 공연
1. Bye Bye Bye

팀A 5th Stage 〈연애 금지 조례〉 공연
1. 恋愛禁止条例 / 연애 금지 조례

THEATER G-ROSSO 〈꿈을 죽게 할 수는 없어〉 공연
1. Bye Bye Bye

※히라지마 나츠미·이시다 하루카의 스탠바이
팀K 6th Stage 〈RESET〉 공연
1. 逆転王子様 / 역전 왕자 님

AKB48 연구생 공연 〈나의 태양〉 공연
1. アイドルなんて呼ばないで / 아이돌이라 부르지 마

AKB48 연구생 공연 〈파자마 드라이브〉 공연
1. てもでもの涙 / 해도 해도 눈물
2. 鏡の中のジャンヌダルク / 거울 속의 잔 다르크

팀4 2nd Stage 〈손을 잡으며〉 공연
1. この胸のバーコード / 이 가슴의 바코드

팀4 3rd Stage 〈아이돌의 새벽〉 공연
1. 天国野郎 / 천국 녀석

팀K 8th Stage 〈최종 벨이 울린다〉 공연
1. 22人姉妹の歌 / 22인 자매의 노래

## 출연

### 영화
- 내일의 나의 만드는 방법 (2007년 4월 28일 공개, 닛카쯔)
- 전염가 (2007년 8월 25일 공개, 쇼치쿠) - 루미 역
- 만약 고교야구의 여자 매니저가 드러커의 《매니지먼트》를 읽었다면 (2011년 6월 4일 개봉, 도호) - 키타죠 아야노 역
- 여고생 (2016년 4월 9일 개봉) - 주연 다카하시 카츠키 역

### 텔레비전 드라마
- 죠시데카!-여자 형사- 제2화 (2007년 10월 25일, TBS) - 소녀K 역
- 코스프레 유령 홍련녀 (2008년 2월 8일, TV 도쿄) - 돌 역
- 캣 스트리트 (2008년 8월 28일 - 10월 2일, NHK 종합) - 학생 유카리 역
- 멘☆돌 ~잘나가는 아이돌~ (2008년 10월 10일 - 12월 26일, TV 도쿄) - 주연·오토와 히나타/쿠우 역
- 사랑해 악마~뱀파이어☆보이~ (2009년 7월 7일 - 9월 8일, 간사이 테레비 제작·후지TV) - 이나바 사키역
- 마지스카 학원 제5화·최종화 (2010년 2월 5일·3월 26일, TV 도쿄) - 미네기시 미나미(학생회장) 역
- 벚꽃으로부터의 편지 ~AKB48 각자의 졸업이야기~ (2011년 2월 26일 - 3월 6일, 니혼 TV) - 미네기시 미나미 역
- 마지스카 학원 2 (2011년 4월 15일·7월 1일, TV 도쿄) - 샤쿠(학생회장) 역
- 홋카이도 방송 개국 60주년 기념 연속 드라마 〈스프 카레〉 (2012년 4월, HBC·TBS) - 오오이즈미 편·나츠카와 메구미 역
- So long ! 제3화 (2013년 2월 13일, 닛폰 TV) - 와타세 미즈키 역
- 여고생 경찰 (2014년 2월 17일 - 3월 16일, 후지 TV)
- AKB 호러나이트 아드레날린의 밤 (2016년 2월 11일, TV 아사히) - 주연 쿄코 역
- AKB 러브나이트 사랑공장 (2016년 5월 19일, TV 아사히) - 주연 아이카 역

### WEB 드라마
- 언령의 여자들. (2010년 7월 5일 - 7월 26일, LISMO Channel) - 주연·미즈키 역
- 속·언령의 여자들. (2011년 6월 3일 - , LISMO Channel) - 주연·미즈키 역

### 버라이어티 등
- 산치쿠 운세 속박 코너 (2006년 4월 - 7월, TV 아사히)
- 파이텐션☆백화점 (2007년 1월 15일 - 3월 26일, TV 도쿄·BS재팬)
- AKB1시59분! (2008년 1월 24일 - 3월 27일, 닛폰 TV·관동 로컬)
- AKB0시59분! (2008년 4월 7일 - 9월 29일, 닛폰 TV·관동 로컬)
- AKB48 네모우스 TV (패밀리 극장)
  - Season1 (2008년 7월 13일 - 8월 3일)
  - 스페셜 (2008년 12월 24일)
  - Season2 (2009년 7월 10일·17일 <지난주의 영상만> )
  - Season3 (2009년 11월 6일·13일)
  - 스페셜 2009( 2009년 12월 28일 <메시지 비디오만> )
  - Season4 (2010년 7월 4일 - 25일·8월 8일 <소리만> ·29일·9월 5일·12일)
  - Season5 (2010년 11월 7일·14일)
  - 스페셜~프로젝트 AKB in 마카오~ (2010년 12월 26일)
  - Season6 (2011년 5월 29일 · 6월 5일)
  - Season8 (2011년 11월 13일 · 11월 20일 · 12월 11일 - 12월 25일)
  - 스페셜 ~ 뉴질랜드에서 본 환상의 우주 ~ (2012년 6월 10일 <비디오 메시지 만>)
  - Season14 (2014년 2월 2일 - 2월 23일 · 3월 23일)
  - Season15 (2014년 4월 20일)
  - Season17 (2014년 12월 7일 - 12월 28일, 2015년 1월 18일)
  - Season17 번외편 (2015년 2월 15일 · 2월 22일)
  - Season18 (2015년 4월 5일 · 4월 26일)
  - Season19 (2015년 7월 12일 · 8월 2일)
- AKBINGO! (2008년 10월 1일 - 부정기 출연, 닛폰 TV)
- 주간AKB (2009년 7월 17일 - 부정기 출연, TV 도쿄)
- PON! (2010년 4월 2일 - 2011년 3월 25일, 닛폰 TV) - 금요일 레귤러, 노스리브스로서 출연.
- 나루호도! 하이스쿨 (2010년 5월 30일·10월 9일·2011년 4월 21일 - 2012년 3월 8일, 니혼 TV)
- AKB600sec. (2010년 7월 20일, 닛폰 TV)
- AKB-급 미식가 스타디움 (2010년 6월 27일·8월 15일, 음식과 여행의 후디즈 TV)
- AKB와××! (2010년 7월 13일·10월 28일·12월 23일·2012년 4월 19일 - , 요미우리 TV)
- 재팬 47ch (2011년 4월 27일 - 9월 21일, MBS TV) - 첫 단독 레귤러
- 스고로Q재팬 (2011년 8월 22일·2012년 3월 26일, NHK 종합)
- AKB48 꽁트 〈미묘~〉 (2011년 9월 29일 - 부정기 출연, 히카리 TV)
- 재팬 47ch 수퍼! (2011년 10월 19일 - 12월 7일, MBS TV)
- 와라우! 아메칸 (2012년 1월 7일·14일·2월 11일·3월 10일, 닛폰 TV)
- AKB48 감동!! 첫 이세신궁 (2012년 3월 23일, 도카이 TV)
- AKB 자동차부 (2012년 4월 28일 - 9월 29일, 후지 TV)
- 미묘~한 문 AKB48의 가치챠레 (2012년 8월 24일, 히카리 TV)
- 거리력 리서치 HISTRIP (2012년 9월 30일, 후지 TV)
- HaKaTa 백화점 (2012년 10월 14일, 닛폰 TV)
- 스낵 카페 에덴 (2012년 10월 21일 - 2013년 3월 24일, 후지 TV) - 미이 쨩 역
- AKB48 SHOW! (2013년 10월 26일 ~ 부정기 출연, BS 프리미엄)
- 연애총선거 (2014년 5월 8일 - 9월 25일, 후지 TV )
- UTAGE! (2014년 5월 19일 - 2015년 9월 29일 · 부정기 출연, TBS)
- AKB에서 아르바이트 (2014년 7월 15일 · 10월 14일 · 10월 28일 · 12월 23일 , 후지TV)
- ※ AKB 조사 (2014년 10월 16일 · 10월 23일 · 12월 4일 · 12월 11일 · 2015년 1월 22일, 후지 TV)
- 우리가 생각하는 밤 (2015년 4월 30일 · 5월 7일 · 7월 16일 · 7월 30일, 후지TV)
- 시쿠지리 선생 (2015년 10월 2일 · 2016년 5월 2일, TV아사히)
- 사시하라 카이와이즈 (2016년 4월 14일 - 4월 28일, 후지 TV)

### 라디오
- AKB48 내일까지 좀 더. (2007년 10월 29일 - 2012년 3월 26일·부정기 출연, 분카 방송)
- 노스리브스의 "주간 노스리부" (2009년 10월 9일 - , 닛폰 방송)
- 타카하시 미나미·코지마 하루나·미네기시 미나미·노스리브스의 올나잇 일본 R (2009년 11월 28일·2010년 4월 23일, 닛폰 방송)
- AKB48의 올나잇 일본 (2010년 4월 9일 - 부정기 출연, 닛폰 방송)
- 리슨? ~Live 4 Life~ (화요 퍼스낼리티 2011년 3월·6월·11월 1일, 분카 방송)

### Web
- 죠시데카!-여자 형사- 웨비소드 (2007년 10월 1일 - , TBSBooBoBOX)
- Yahoo! 라이브 토크 (2008년 6월 10일·11월 22일, Yahoo! JAPAN)

### DVD
- South DVD (2008년 12월 5일, 와니 북스)

### CM
- Kaspersky Internet Security 〈카스퍼스키×AKB48 미네기시 화 플라잉 겟 캠페인〉 (2011년 9월 9일 - , 카스퍼스키 랩 재팬）

## 서적

### 잡지 연재
- UP to boy (2011년 2월 23일 - , 와니 북스) - 〈미네기시 회담〉을 연재.
- 주간 플레이 보이 (2011년 5월 2일 - , 슈에이샤)
- Myojo (2011년 10월 22일 - , 슈에이샤) - 〈미네기시 미나미의 여자 아이에게 더 사랑받고 싶다!!〉를 연재.
- 남자 식당 (2012년 6월 20일 - , 베스트 셀러즈)
- AKB48 미네기시 미나미의 연구생 말똥말똥 리포트 (2013년 6월 12일 - , 도쿄 스포츠)

### 사진집
- B.L.T. U-17 summer (2008년 8월 7일, 도쿄 뉴스 통신사) ISBN 978-4863360174
- SOUTH (2008년 8월 23일, 와니 북스) ISBN 9784847041204

### 캘린더
- 미네기시 미나미 2011년 캘린더 (2010년 9월 30일, 하고로모)
- 미네기시 미나미 2012년 캘린더 (2011년 11월 19일, 하고로모)
- 미네기시 미나미 2012 TOKYO 데이트 캘린더 (2011년 11월 29일, 하고로모)
- 미네기시 미나미 캘린더 2013년 (2012년 11월 30일, 하고로모)
- 탁상 미네기시 미나미 캘린더 2013년 (2012년 12월 7일, 하고로모)
- 벽형 미네기시 미나미 캘린더 2014년 (2013년 12월 6일, 하고로모)
- 탁상 미네기시 미나미 캘린더 2014년 (2013년 12월 6일, 하고로모)
- 벽형 미네기시 미나미 캘린더 2015년 (2014년 12월 13일, 하고로모)
- 클리어 파일 탁상 미네기시 미나미 캘린더 2015년 (2014년 12월 13일, 하고로모)

| 전임 (현직) | 제1대 AKB48 팀K 캡틴 2015년 9월 1일 ~ 2020년 4월 2일 | 후임 (현직) |

| 전임 다카하시 미나미, (현직), 카시와기 유키 | 제1, 2대 AKB48 캡틴 2016년 4월 8일 ~ 2020년 4월 2일 | 후임 (현직), 요코야마 유이, 카시와기 유키 |